# Lotus 24
Lotus 24 je Lotusov dirkalnik Formule 1, ki je bil v uporabi med sezonama 1962 in 1964. V sezoni 1962 ga je na nekaj dirkah uporabljalo tovarniško moštvo Team Lotus, večinoma pa so z njim dirkali privatniki in privatna moštva. Skupno so z njim dirkači v vseh kategorijah nastopili na 199-ih dirkah, na katerih so dirkači dosegli sedem zmag in še deset uvrstitev na stopničke.